# Halle aux fromages (Coulommiers)

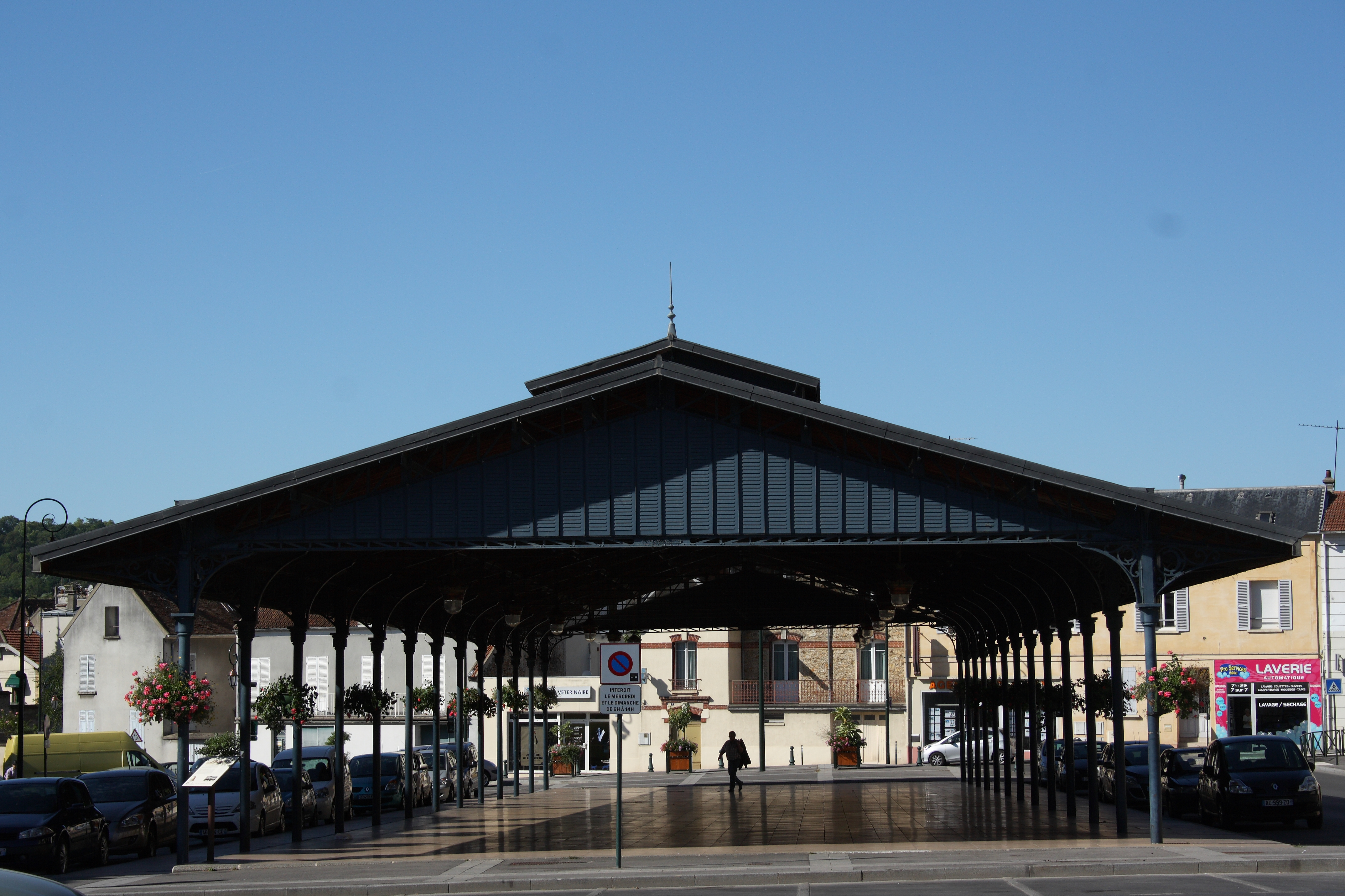
Halle aux fromages in Coulommiers

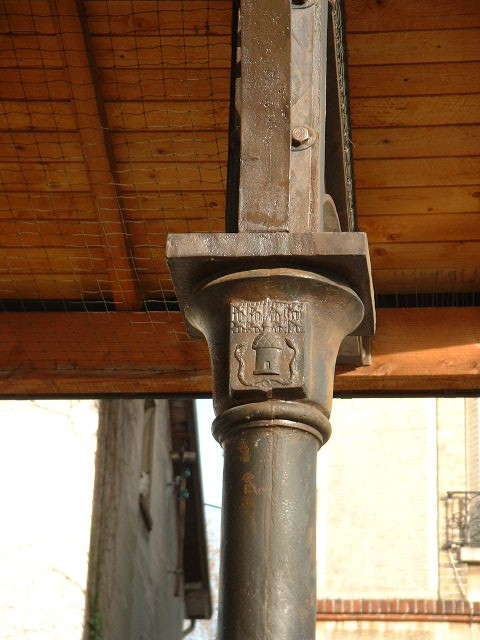
Gusseisenträger mit dem Wappen von Coulommiers

Die Halle aux fromages (deutsch Käsehalle) in Coulommiers, einer französischen Gemeinde im Département Seine-et-Marne in der Region Île-de-France, wurde 1887 errichtet. Die Markthalle am Cours Gambetta steht am Rande der historischen Altstadt.
Das Gebäude wurde gebaut, da der Handel in der zweiten Hälfte des 19. Jahrhunderts enorm zunahm und die alte Markthalle zu klein geworden war. Der Name Käsehalle rührt daher, dass vor allem Milchprodukte wie der vor Ort hergestellte Käse Coulommiers verkauft wurden. 